# Сяоганский диалект
Сяоганский диалект (孝感话, пиньинь xiàogǎnhuà) — диалект цзянхуайской ветви группы северных диалектов Китая. На сяоганском диалекте говорят жители района Сяонань города Сяогань провинции Хубэй. В сяоганском диалекте различают акценты Дау, Гуаншуй и Сяочан. 

## Фонетические особенности
1)    Общее количество тонов — 6;
2)    Несмотря на принадлежность к северной группе диалектов, в сяоганском диалекте сохранился входящий тон;
3)    Ретрофлексные согласные произносятся как альвеолярные. Например, 事 shì произносится как sì;
4)    Монофтонги становятся дифтонгами. Например, 河 hé произносится как huó;
5)    Финаль ü читается как rue. 

## Лексические особенности
Лексика сяоганского диалекта довольно сильно отличается от лексики путунхуа. Примеры выражений, часто употребляемых носителями сяоганского диалекта:
1)    么斯 mósī - что（в путунхуа 什么） 
2)    冇得 mǎodé - нет（в путунхуа 没有） 
3)    找不找得到 zhǎo bùzhǎo dédào - знаешь?（в путунхуа 知道吗） 
4)    耍拉 shuǎ lā - быстро, побыстрее（в путунхуа 麻利）
5)    有门儿 yǒuménr - знать подход, иметь решение（в путунхуа 有办法） 
6)    晕 yūn - флегматик（в путунхуа 慢性子）
7)    铆起来/铆倒 mǎo qǐlái/ mǎodǎo - делать что-то усердно, вложить все силы（в путунхуа 一个劲儿、努力干某事）
8)    抹汗 mǒhàn – принимать ванну（в путунхуа 洗澡）
9)    进不得 jìnbùdé /不怀喜bùhuáixǐ – не нравится（в путунхуа 不喜欢） 
10) 你是嘛列打结啊 nǐ shì má liè dǎjié ā - ты почему такой надоедливый?（в путунхуа 你怎么这么讨厌）
11) 冻得赛 dòngde sái - дрожать от холода（в путунхуа 冻得发抖）
12) 苕七哈睡 tiáo qī hā shuì - наесться и уснуть（в путунхуа 酣吃酣睡）
13) 记吆jìyāo - пьяница（в путунхуа 醉酒）
14) 白茬子bái chàzi - лжец（в путунхуа 骗子）
15) 拐话guǎi huà - сплетни（в путунхуа 坏话）
16) 中阔书shuì kuò shū - вздремнуть（в путунхуа 打个盹）
17) 打粪球dǎ fènqiú - чихать（в путунхуа 打喷嚏）
18) 杆子gānzi - шпана（в путунхуа 小混混）
19) 气不气qì bù qì - пойдёшь или нет?（в путунхуа 去不去） 
20) 豆里dòulǐ - внутри（в путунхуа 里面） 
Кроме того, носители сяоганского диалекта используют особую лексику для обозначения родственников, например: 
1)    老头儿 lǎotóur (в путунхуа 爸爸) — папа
2)    嗯妈 ńmā (в путунхуа 妈妈) — мама
3)    及姐 jíjiě (в путунхуа 姐姐) — старшая сестра
4)    外外 wàiwài (в путунхуа 外甥) — племянник (сын сестры)
5)    低碟 dīdié（в путунхуа 爷爷）— дедушка (со стороны отца)